# ヨーロッパオープン・ソフィア
ヨーロッパオープン・ソフィア (Europian Open Sofia) はブルガリアの国際柔道大会

## 来歴
2009年よりIJFワールド柔道ツアーの一環として、グランドスラム、グランプリなどに次ぐ位置付けとなったワールドカップのうちの1大会。なお、今大会は世界ランキング対象大会であるが、国際柔道連盟主催ではなく大陸連盟主催の大会であるため、ワールド柔道ツアーには含まれない。以前はブルガリア国際柔道大会と呼ばれていた。2009年からはワールドカップ・ソフィアという名称になったが、2013年からはヨーロッパオープン・ソフィアという名称に変更された。当初、今大会では女子のみが開催されていたが、2014年以降は男子も開催されることになった。2017年以降は男女隔年開催となった。

## 名称の変遷
ブルガリア国際柔道大会( -2008)

ワールドカップ・ソフィア World Cup Sofia(2009-2012)

ヨーロッパオープン・ソフィア Europian Open Sofia(2013- )

## 優勝者

### 男子
| 年     | 60 kg級                | 66 kg級                | 73 kg級                    | 81 kg級                      | 90 kg級              | 100 kg級                 | 100 kg超級                 |
| 2014年 | ヤニスラフ・ゲルチェフ | ゴラン・ポラック       | パトリック・ドーソン       | サボルチ・クリザン           | アロン・サッソン     | ミハイロ・チェルカソフ   | ロイ・メイヤー             |
| 2015年 | アドリアン・レイモン   | エラシル・サケヌリー   | サム・ファンテウェステンデ | 金宰範                       | ドミトリー・ドフガン | ミハエル・コレル         | ヴラドゥト・シミオネスク   |
| 2016年 | エルブルス・ザマロフ   | ズミトリ・シェルシャン | サイアン・オンダル         | ゲオルギ・パプナシビリ       | ドミトロ・ベレジュニ | ラマダン・ダルヴィッシュ | ダビド・モウラ             |
| 2018年 | トフィグ・ママドフ     | イスマイル・チャシゴフ | ゲオルギ・エルバキエフ     | エティーヌ・ブリアン         | ピオトル・クッチェラ | クレマン・ドゥルベル     | アレクサンドル・ミハイリン |
| 2020年 | フェリペ・ペリム       | カルミネ・ディロレト   | サルバドル・カセス・ロカ   | ゲオルギ・エルバキエフ       | ダビド・オガニシアン | ボリス・ゲオルギエフ     | アントン・クリボボコフ     |
| 2023年 | リカルド・ベルグネス   | ミキタ・ホロボロドコ   | コテ・カパナゼ             | ゲオルギー・ジャブニアシビリ | ローランド・ゴズ     | ルイス・マイ             | イラクリ・デメトラシビリ   |

### 女子
| 年     | 48 kg級                      | 52 kg級                | 57 kg級                | 63 kg級                | 70 kg級                    | 78 kg級                    | 78 kg超級              |
| 2009年 | 浅見八瑠奈                   | ペトラ・ナレクス       | テルマ・モンテイロ     | 田中美衣               | ヨー・アビゲール           | 池田ひとみ                 | エレナ・イワシェンコ   |
| 2010年 | シャルリーヌ・ファンスニック | ナタリア・クジュティナ | コリーナ・カプリオリウ | 小澤理奈               | 今井優子                   | アナマリ・ベレンシェク     | ルシージャ・ポラウデル |
| 2011年 | スメッイェ・アックシュ       | 橋本優貴               | ミリアム・ローパー     | エステル・スタム       | ケルスティン・ティエレ     | マリリーズ・レヴェスケ     | テア・ドングサシビリ   |
| 2012年 | レティシア・ペイエ           | 何紅梅                 | ミリアム・ローパー     | マルティナ・トライドス | ホウダ・ミレド             | 鄭敬美                     | エレナ・イワシェンコ   |
| 2013年 | 岡本理帆                     | 橋本優貴               | テルマ・モンテイロ     | 田代未来               | キム・ポリング             | オドレー・チュメオ         | 朝比奈沙羅             |
| 2014年 | ディストリア・クラスニキ     | ロミー・タラングル     | ヘドヴィグ・カラカス   | ティナ・トルステニャク | ジブリズ・エマヌ           | アスンタ・ガレオーネ       | カロリン・ヴァイス     |
| 2015年 | ノア・ミンスカー             | 内尾真子               | イベリナ・イリエバ     | 津金恵                 | 新井千鶴                   | 高山莉加                   | スビトラーナ・ヤロムカ |
| 2016年 | マリア・ペルシドスカヤ       | アイセ・アルカ         | ロレダナ・オハイ       | ジェニファー・ビヘルス | アンカ・ポガチニック       | クララ・アポテカル         | カロリン・ヴァイス     |
| 2017年 | 森崎由理江                   | 内尾真子               | 舟久保遥香             | 佐藤史織               | スツァンドラ・ディートリヒ | 泉真生                     | エミリ・アンデオル     |
| 2019年 | メロディ・ボガルニ           | ルシール・デュポル     | サフォー・チョバン     | メル・ディサンティオ   | サラ・ロドリゲス           | ジョルジア・スタンゲルリン | レア・フォンテーヌ     |
| 2023年 | マリア・ブイオク             | 出口ケリー             | イベリナ・イリエバ     | ラウラ・バスケス       | ゲルチャーク・サビナ       | ジュリー・ピエール         | サマ＝アワ・カマラ     |